# Baal Shem
Baal Shem eller det goda namnets herre var benämningen på en jude som ansågs kunna använda guds namn för att utföra underverk. I 1700-talets Polen fanns kringvandrande Baal Shem, bland andra Israel ben Eliezer.
Namnet i det goda namnets herre är enligt judisk uppfattning det mest heliga gudsnamnet. Det skrivs med fyra bokstäver, Tetragrammaton, i den hebreiska konsonantskriften, vilka ungefär motsvarar JHVH. Namnet förekommer många gånger i det hebreiska Gamla testamentet, men utläses aldrig, när man läser texten högt. Gudsnamnet byts då ut mot Adonai ("herren"). Enligt den judiska traditionen fick detta namn endast uttalas av översteprästen en gång om året, på högtiden Jom Kippur, i den allra heligaste delen av templet i Jerusalem. Efter att romarna förstörde detta tempel år 70 så skall kunskapen om hur namnet skall uttalas ha försvunnit. En Baal Shem ansågs ha kommit underfund med uttalet igen, kanske under djup meditation.